# Benito Juárez, Tlapacoya
Benito Juárez är en ort i Mexiko.   Den ligger i kommunen Tlapacoya och delstaten Puebla, i den sydöstra delen av landet, 160 km nordost om huvudstaden Mexico City. Benito Juárez ligger 945 meter över havet och antalet invånare är 141.
Terrängen runt Benito Juárez är kuperad norrut, men söderut är den bergig. Runt Benito Juárez är det ganska tätbefolkat, med 124 invånare per kvadratkilometer. Närmaste större samhälle är Olintla, 13,1 km öster om Benito Juárez. Omgivningarna runt Benito Juárez är en mosaik av jordbruksmark och naturlig växtlighet.